# Road to Kingdom
Road to Kingdom (hangul: 로드 투 킹덤 ) é um programa de televisão que foi ao ar todas as quintas-feiras às 20:00 (KST) na Mnet de 30 de abril a 18 de junho de 2020.  É conhecido como a primeira parte da versão masculina do Queendom (2019) e o antecessor do Kingdom: Legendary War (2021).
Uma coletiva de imprensa para o programa foi realizada em 21 de abril de 2020.  
The Boyz se tornou o vencedor da competição, garantindo assim uma vaga no programa seguinte, Kingdom: Legendary War (2021). 

## Visão geral
O programa é uma batalha por uma vaga no Kingdom entre 7 grupos masculinos com potencial, mas em sua maioria desconhecidos para muitos.  Semelhante ao Queendom, tiveram "Comeback Singles" (músicas recém produzidas) em 12 de junho de 2020.
Clipes de entrevistas especiais com as participantes do Queendom, Park Bom, AOA (Chanmi), Mamamoo (Solar, Hwasa), Lovelyz (Mijoo, Kei), Oh My Girl (Hyojung, YooA) e (G)I-DLE (Soyeon, Yuqi), foram mostrados no episódio 1, quando elas compartilham seus primeiros pensamentos sobre o Road to Kingdom. 
As dicas de número, que foram dadas 1 semana antes do início das gravações do programa, são mostradas a seguir: 
- 1 grupo avançará para o Kingdom, como parte da vitória do programa; o número "1" também significa os padrões de avaliação a serem usados
- 2 grupos são eliminados ao longo do programa
- 4 apresentações (no entanto, nem todos os 7 grupos irão se apresentar em todas as 4 apresentações)
- 7 grupos masculinos
- Apresentações de 90 segundos (Apresentações Preliminares)

## Elenco

### Apresentadores
- Lee Da-hee
- Jang Sung-kyu

### Participantes
| Artista      | Estreia               | Agência                    | Nota(s) |
| ------------ | --------------------- | -------------------------- | ------- |
| Pentagon     | 10 de outubro de 2016 | Cube Entertainment         | —       |
| ONF          | 3 de agosto de 2017   | WM Entertainment           | —       |
| Golden Child | 28 de agosto de 2017  | Woollim Entertainment      | —       |
| The Boyz     | 6 de dezembro de 2017 | Cre.Ker Entertainment      | —       |
| Verivery     | 9 de janeiro de 2019  | Jellyfish Entertainment    | —       |
| Oneus        | 9 de janeiro de 2019  | Rainbow Bridge World       | —       |
| TOO          | 1 de abril de 2020    | n.CH & Stone Entertainment | —       |

## Regras
2 grupos foram eliminados durante o programa:
- 1 grupo foi eliminado quando obteve os menores pontos cumulativos das 1ª e 2ª apresentações
- 1 grupo (dos 6 restantes) foi eliminado quando obteve os menores pontos cumulativos após a 3ª apresentação

A classificação final geral do programa (para os 5 grupos restantes nas apresentações finais) foi baseada nos seguintes critérios:
1. 3 apresentações preliminares (1ª apresentação - 10.000 pontos, 2ª apresentação - 10.000 pontos, 3ª apresentação - 15.000 pontos)
2. Contagem das visualizações do vídeo (com base no número de visualizações dos vídeos das apresentações (somente versão completa) no YouTube e no Naver TV; máximo de 15.000 pontos)
3. Os pontos digitais dos "Comeback Singles" calculados a partir do momento do lançamento até 16 de junho de 2020, às 23:59 (KST) (máximo de 15.000 pontos)
4. A apresentação final ao vivo com votos por mensagem de texto (votos de fãs nacionais e internacionais; máximo de 35.000 pontos)

O primeiro colocado geral poderá participar do Kingdom.
O grupo que não ficar em primeiro lugar no geral, mas em primeiro lugar apenas nas apresentações finais ao vivo, também pode avançar para participar do Kingdom.
No caso de 1 grupo ter o primeiro lugar geral e o primeiro lugar nas apresentações finais ao vivo, o referido grupo será o único a participar do Kingdom.

### Apresentações Preliminares - Apresentação de 90 segundos
Cada um dos 7 grupos realizaram uma apresentação de 90 segundos que melhor lhe expressavam.
Não há uma ordem decidida antes das apresentações - a ordem foi decidida no local. O primeiro grupo a se apresentar foi decidido pelo grupo que se ofereceu primeiro. Depois que o primeiro grupo se apresentou, eles decidiram sobre o segundo grupo a se apresentar, e o segundo grupo então decidiu sobre o terceiro grupo. O processo continuou até que todas as apresentações fossem concluídas.
Os pontos da rodada foram decididos por meio de uma autoavaliação, onde cada grupo classificou o desempenho dos outros grupos do 1º ao 6º lugar.
- 1° lugar: 100 pontos
- 2° lugar: 80 pontos
- 3° lugar: 60 pontos
- 4° lugar: 40 pontos
- 5° lugar: 20 pontos
- 6° lugar: 5 pontos

Cada grupo recebeu pontos de autoavaliação dos outros 6 grupos, e eles foram somados para se tornar o total de pontos da rodada obtidos para o grupo. Isso, no entanto, não foi incluído na pontuação geral do programa.

### Primeira Apresentação - Canção do Rei
Cada um dos 7 grupos apresentou uma música de seus grupos veteranos, rearranjada em um estilo diferente.
O primeiro colocado das apresentações de 90 segundos teve o benefício de organizar a ordem desta rodada de apresentações.
Os pontos da rodada foram decididos por meio de uma autoavaliação, onde os membros de cada grupo classificaram o desempenho dos grupos do 1º ao 6º lugar.
- 1° lugar: 100 pontos
- 2° lugar: 80 pontos
- 3° lugar: 60 pontos
- 4° lugar: 40 pontos
- 5° lugar: 20 pontos
- 6° lugar: 5 pontos

Como ONF e Oneus tem apenas 6 membros cada um, os 5 grupos restantes enviaram, cada um, 6 de seus membros para votar nesta rodada (total de 42 membros votando nesta rodada).
Cada grupo recebeu pontos de autoavaliação dos 36 membros dos outros 6 grupos, e eles foram somados para se tornar o total de pontos da rodada obtidos para o grupo.
O grupo em 1º lugar recebeu 10.000 pontos, e os grupos restantes receberam pontos com base na proporção de seus pontos de autoavaliação em relação aos pontos de autoavaliação do grupo do 1º lugar.

### Segunda Apresentação - Minha Canção
Cada um dos 7 grupos apresentaram uma de suas canções de sucesso representativas, que foi rearranjada e difere das apresentações habituais.
O grupo em 1º lugar da Primeira Apresentação teve o benefício de organizar a ordem desta rodada de apresentações. No entanto, os outros grupos não descobriram seus próprios pontos, nem os dos outros, até o dia das apresentações.
Os pontos da rodada foram decididos em 2 categorias:
- Autoavaliação que foi usada para a votação da 1ª Apresentação, onde cada grupo recebeu pontos dos 36 membros dos outros 6 grupos (30% dos pontos desta rodada)
- O voto do público online com 140 pessoas. Cada grupo reuniu 20 indivíduos, e cada indivíduo votou apenas em 3 apresentações nesta rodada (70% dos pontos desta rodada)

O grupo em 1º lugar recebeu 10.000 pontos, e os grupos restantes receberam pontos com base na proporção de seus pontos totais obtidos em relação ao total de pontos obtidos para o grupo do 1º lugar.

### Terceira Apresentação - Parte 1 (Colaboração) + Parte 2 (Sua Canção)
Os 6 grupos restantes tiveram 2 apresentações para esta rodada: a primeira sendo uma colaboração, e a segunda sendo uma música escolhida por outro grupo.

#### Parte 1 - Colaboração
Os 3 pares de grupos foram combinados pela escolha aleatória de um grupo, seguida pela escolha aleatória do próximo grupo a ser pareado com o grupo escolhido anteriormente. O processo continua para formar os 2 pares restantes.
Não teve restrições quanto ao número de membros que cada grupo envolveria e suas escolhas musicais.
Os pontos da rodada foram decididos em 2 categorias:
- Autoavaliação, onde cada grupo enviou 6 membros (total de 36 membros votando) e classificou as 3 apresentações de colaboração (30% dos pontos desta rodada)
- O voto do público online com 120 pessoas. Cada grupo reuniu 20 indivíduos, e cada indivíduo classificou as 3 apresentações desta rodada (70% dos pontos desta rodada)
  - 1° lugar: 10 pontos
  - 2° lugar: 5 pontos
  - 3° lugar: 1 pontos

O 1º lugar recebeu 5.000 pontos cada, para os grupos envolvidos; 3.000 cada, para os grupos do 2º lugar; e 1.000 cada, para os grupos do 3º lugar.

#### Parte 2 - Sua Canção
Cada um dos 6 grupos restantes escolheram uma música, sem restrição, para esta rodada.
As músicas escolhidas foram então atribuídas a outro grupo, mas apenas dentro dos pares que foram formados para a rodada de Colaboração.
O 1º lugar da Segunda Apresentação teve o benefício de organizar a ordem para esta rodada de apresentações. No entanto, os outros grupos não descobriram seus próprios pontos, nem os dos outros, até o dia das apresentações.
Os pontos da rodada foram decididos em 2 categorias:
- Autoavaliação, onde cada grupo enviou 6 membros (total de 36 membros votando) (30% dos pontos desta rodada)
- O voto do público online com 120 pessoas. Cada grupo reuniu 20 indivíduos, e cada indivíduo votou apenas em 3 apresentações nesta rodada (70% dos pontos desta rodada)

O grupo em 1º lugar recebeu 10.000 pontos, e os grupos restantes receberam pontos com base na proporção de seus pontos totais obtidos em relação ao total de pontos obtidos para o grupo do 1º lugar.

### Apresentação Final Ao Vivo
Cada um dos 5 grupos restantes apresentaram ao vivo uma música recém produzida.
Para esta rodada, os votos ao vivo foram alocados na seguinte distribuição:
- Votos por mensagem de texto dos fãs nacionais (70% dos votos ao vivo)
- Votos dos fãs internacionais através do aplicativo Whosfan (30% dos votos ao vivo)

Além disso, as seguintes categorias também foram consideradas para decidir o vencedor final:
- Total de pontos acumulados nas apresentações antes da Final (exceto a Apresentação de 90 Segundos)
- Contagem das visualizações dos vídeos de desempenho no YouTube e no Naver TV
- Os pontos digitais dos "Comeback Singles" calculados (desde o lançamento até 16 de junho de 2020, às 23:59 (KST))

## Apresentações

### Apresentações Preliminares - Apresentação de 90 segundos
| Episódio | Ordem | Artista      | Nome da Performance  | Votos de Autoavaliação | Votos de Autoavaliação | Votos de Autoavaliação | Votos de Autoavaliação | Votos de Autoavaliação | Votos de Autoavaliação | Repartição de Pontos | Classificação | Nota(s) |
| Episódio | Ordem | Artista      | Nome da Performance  | 1°                     | 2°                     | 3°                     | 4°                     | 5°                     | 6°                     | Repartição de Pontos | Classificação | Nota(s) |
| -------- | ----- | ------------ | -------------------- | ---------------------- | ---------------------- | ---------------------- | ---------------------- | ---------------------- | ---------------------- | -------------------- | ------------- | ------- |
| 1        | 1     | TOO          | 'Into the dysTOOpia' | —                      | —                      | 1                      | 1                      | 1                      | 3                      | 135                  | 7° lugar      | [ c ]   |
| 1        | 2     | The Boyz     | 'Sword of Victory'   | 4                      | 2                      | —                      | —                      | —                      | —                      | 560                  | 1° lugar      | [ c ]   |
| 1        | 3     | Pentagon     | 'Road to the Throne' | 1                      | 4                      | 1                      | —                      | —                      | —                      | 480                  | 2° lugar      | [ c ]   |
| 1        | 4     | ONF          | 'Lights On'          | —                      | —                      | 1                      | 2                      | —                      | 3                      | 155                  | 5° lugar      | [ c ]   |
| 1        | 5     | Golden Child | 'Beginning'          | 1                      | —                      | 2                      | 2                      | 1                      | —                      | 320                  | 4° lugar      | [ c ]   |
| 1        | 6     | Verivery     | 'Face It'            | 1                      | 1                      | 2                      | —                      | 2                      | —                      | 340                  | 3° lugar      | [ c ]   |
| 1        | 7     | Oneus        | 'Phantom of ONEUS'   | —                      | —                      | —                      | 2                      | 3                      | 1                      | 145                  | 6° lugar      | [ c ]   |

### Primeira Apresentação - Canção do Rei
| Episódio | Ordem | Artista      | Canção                 | Artista Original | Votos de Autoavaliação | Votos de Autoavaliação | Votos de Autoavaliação | Votos de Autoavaliação | Votos de Autoavaliação | Votos de Autoavaliação | Repartição de Pontos | Pontos da Rodada | Classificação |
| Episódio | Ordem | Artista      | Canção                 | Artista Original | 1°                     | 2°                     | 3°                     | 4°                     | 5°                     | 6°                     | Repartição de Pontos | Pontos da Rodada | Classificação |
| -------- | ----- | ------------ | ---------------------- | ---------------- | ---------------------- | ---------------------- | ---------------------- | ---------------------- | ---------------------- | ---------------------- | -------------------- | ---------------- | ------------- |
| 2        | 1     | Oneus        | "Warrior's Descendant" | H.O.T            | 1                      | 1                      | 1                      | 4                      | 12                     | 17                     | 725                  | 2.417            | 7° lugar      |
| 2        | 2     | TOO          | "Rising Sun"           | TVXQ             | 3                      | 5                      | 6                      | 5                      | 11                     | 6                      | 1.510                | 5.033            | 4° lugar      |
| 2        | 3     | Verivery     | "Mansae"               | Seventeen        | —                      | 1                      | 5                      | 9                      | 6                      | 15                     | 935                  | 3.117            | 6° lugar      |
| 2        | 4     | Golden Child | "T.O.P"                | Shinhwa          | —                      | 1                      | 2                      | 19                     | 12                     | 2                      | 1.210                | 4.033            | 5° lugar      |
| 2        | 5     | ONF          | "Everybody"            | SHINee           | 12                     | 7                      | 12                     | 2                      | 1                      | 2                      | 2.590                | 8.633            | 3° lugar      |
| 3        | 6     | Pentagon     | "Very Good"            | Block B          | 12                     | 12                     | 10                     | 2                      | —                      | —                      | 2.840                | 9.467            | 2° lugar      |
| 3        | 7     | The Boyz     | "Danger"               | Taemin (SHINee)  | 14                     | 15                     | 6                      | 1                      | —                      | —                      | 3.000                | 10.000           | 1° lugar      |

### Segunda Apresentação - Minha Canção
| Episódio | Ordem | Artista      | Canção                         | Pontos de Autoavaliação | Pontos da Votação do Público Online | Total de Pontos | Classificação | Nota(s) |
| -------- | ----- | ------------ | ------------------------------ | ----------------------- | ----------------------------------- | --------------- | ------------- | ------- |
| 3        | 1     | Pentagon     | "Shine + Spring Snow"          | 2.881,29                | 3.858,97                            | 6.740           | 5° lugar      | —       |
| 4        | 2     | ONF          | "We Must Love + Moscow Moscow" | 2.244,60                | 6.012,82                            | 8.257           | 3° lugar      | [ m ]   |
| 4        | 3     | Golden Child | "Wannabe"                      | 803,96                  | 3.589,74                            | 4.394           | 7° lugar      | —       |
| 4        | 4     | Oneus        | "Lit"                          | 2.039,57                | 6.461,54                            | 8.501           | 2° lugar      | —       |
| 4        | 5     | Verivery     | "Photo"                        | 1.775,18                | 5.833,33                            | 7.609           | 4° lugar      | —       |
| 4        | 6     | TOO          | "Magnolia"                     | 1.079,14                | 4.128,21                            | 5.207           | 6° lugar      | —       |
| 4        | 7     | The Boyz     | "Reveal"                       | 3.000                   | 7.000                               | 10.000          | 1° lugar      | —       |

| Soma dos Pontos das 1ª + 2ª Apresentações | Soma dos Pontos das 1ª + 2ª Apresentações | Soma dos Pontos das 1ª + 2ª Apresentações |
| Classificação                             | Artista                                   | Total de Pontos                           |
| ----------------------------------------- | ----------------------------------------- | ----------------------------------------- |
| 1° lugar                                  | The Boyz                                  | 20.000                                    |
| 2° lugar                                  | ONF                                       | 16.890                                    |
| 3° lugar                                  | Pentagon                                  | 16.207                                    |
| 4° lugar                                  | Oneus                                     | 10.918                                    |
| 5° lugar                                  | Verivery                                  | 10.726                                    |
| 6° lugar                                  | TOO                                       | 10.240                                    |
| 7° lugar                                  | Golden Child                              | 8.427                                     |

- Eliminado do programa

### Terceira Apresentação (Parte 1) - Colaboração
| Episódio | Ordem | Artistas | Canção           | Artista Original | Total de Pontos | Classificação |
| -------- | ----- | -------- | ---------------- | ---------------- | --------------- | ------------- |
| 5        | 1     | Verivery | "On"             | BTS              | 3.000           | 2° lugar      |
| 5        | 1     | TOO      | "On"             | BTS              | 3.000           | 2° lugar      |
| 6        | 2     | Pentagon | "Kill This Love" | BLACKPINK        | 5.000           | 1° lugar      |
| 6        | 2     | ONF      | "Kill This Love" | BLACKPINK        | 5.000           | 1° lugar      |
| 6        | 3     | The Boyz | "Heroine"        | Sunmi            | 1.000           | 3° lugar      |
| 6        | 3     | Oneus    | "Heroine"        | Sunmi            | 1.000           | 3° lugar      |

### Terceira Apresentação (Parte 2) - Sua Canção
| Episódio | Ordem | Artista  | Canção         | Artista Original | Conceito        | Pontos de Autoavaliação | Pontos da Votação do Público Online | Total de Pontos | Classificação |
| -------- | ----- | -------- | -------------- | ---------------- | --------------- | ----------------------- | ----------------------------------- | --------------- | ------------- |
| 6        | 1     | Oneus    | "Be Mine"      | Infinite         | Romeu e Julieta | 1.621,62                | 5.300                               | 6.922           | 4° lugar      |
| 6        | 2     | TOO      | "Hard Carry"   | GOT7             | Estilo de Rua   | 2.459,46                | 2.000                               | 4.459           | 6° lugar      |
| 6        | 3     | ONF      | "It's Raining" | Rain             | Michael Jackson | 3.000                   | 7.000                               | 10.000          | 1° lugar      |
| 7        | 4     | Pentagon | "Follow"       | Monsta X         | Faraó           | 2.945,94                | 2.700                               | 5.646           | 5° lugar      |
| 7        | 5     | Verivery | "gogobebe"     | Mamamoo          | Aladim          | 1.702,70                | 6.100                               | 7.803           | 3° lugar      |
| 7        | 6     | The Boyz | "Shangri-La"   | VIXX             | Oriental        | 2.864,86                | 6.900                               | 9.765           | 2° lugar      |

| Somas dos Pontos das 1ª + 2ª + 3ª Apresentações | Somas dos Pontos das 1ª + 2ª + 3ª Apresentações | Somas dos Pontos das 1ª + 2ª + 3ª Apresentações |
| Classificação                                   | Artista                                         | Total de Pontos                                 |
| ----------------------------------------------- | ----------------------------------------------- | ----------------------------------------------- |
| 1° lugar                                        | ONF                                             | 31.890                                          |
| 2° lugar                                        | The Boyz                                        | 30.765                                          |
| 3° lugar                                        | Pentagon                                        | 26.853                                          |
| 4° lugar                                        | Verivery                                        | 21.529                                          |
| 5° lugar                                        | Oneus                                           | 18.840                                          |
| 6° lugar                                        | TOO                                             | 17.699                                          |

- Eliminado do programa

### Apresentação Final Ao Vivo
| Episódio | Ordem                 | Artista  | Canção                 | Classificação (Digitais) |
| -------- | --------------------- | -------- | ---------------------- | ------------------------ |
| 8        | 1                     | Oneus    | "Come Back Home"       | 4° lugar                 |
| 8        | 2                     | Verivery | "Beautiful-x"          | 5° lugar                 |
| 8        | 3                     | The Boyz | "Checkmate"            | 1° lugar                 |
| 8        | 4                     | Pentagon | "Basquiat (바스키아)"  | 3° lugar                 |
| 8        | 5                     | ONF      | "New World (신세계)"   | 2° lugar                 |
| 8        | Apresentação Especial |          |                        |                          |
| 8        | F5                    | F5       | "It's Okay (괜찮아요)" | —                        |

## Tabela de Eliminação
- Eliminado na Primeira Eliminação
- Eliminado na Segunda Eliminação
- Vice-campeão do programa
- Vencedor da Apresentação Final e Maior Pontuação Geral; juntou-se ao Kingdom

| Participantes | Apresentações               | Apresentações               | Apresentações | Apresentações | Apresentações | Apresentações | Apresentações       | Apresentações       | Apresentações | Apresentações | Apresentações | Apresentações | Apresentações      | Apresentações      | Apresentações                            | Apresentações                            | Apresentações          | Apresentações          | Apresentações | Apresentações | Apresentações       |
| Participantes | Apresentação de 90 Segundos | Apresentação de 90 Segundos | Canção do Rei | Canção do Rei | Minha Canção  | Minha Canção  | Primeira Eliminação | Primeira Eliminação | Colaboração   | Colaboração   | Sua Canção    | Sua Canção    | Segunda Eliminação | Segunda Eliminação | Visualizações do Vídeo + Pontos Digitais | Visualizações do Vídeo + Pontos Digitais | Votos da Final Ao Vivo | Votos da Final Ao Vivo | Total         | Total         | Classificação Geral |
| ------------- | --------------------------- | --------------------------- | ------------- | ------------- | ------------- | ------------- | ------------------- | ------------------- | ------------- | ------------- | ------------- | ------------- | ------------------ | ------------------ | ---------------------------------------- | ---------------------------------------- | ---------------------- | ---------------------- | ------------- | ------------- | ------------------- |
| The Boyz      | 1°                          | 560                         | 1°            | 10.000        | 1°            | 10.000        | 1°                  | 20.000              | 3°            | 1.000         | 2°            | 9.765         | 2°                 | 30.765             | 1°                                       | 30.000                                   | 1°                     | 35.000                 | 1°            | 95.765        | 1° lugar            |
| ONF           | 5°                          | 155                         | 3°            | 8.633         | 3°            | 8.257         | 2°                  | 16.890              | 1°            | 5.000         | 1°            | 10.000        | 1°                 | 31.890             | 2°                                       | 19.162                                   | 2°                     | 27.359                 | 2°            | 78.411        | 2° lugar            |
| Pentagon      | 2°                          | 480                         | 2°            | 9.467         | 5°            | 6.740         | 3°                  | 16.207              | 1°            | 5.000         | 5°            | 5.646         | 3°                 | 26.853             | 3°                                       | 16.374                                   | 3°                     | 17.133                 | 3°            | 60.360        | 3° lugar            |
| Oneus         | 6°                          | 145                         | 7°            | 2.417         | 2°            | 8.501         | 4°                  | 10.918              | 3°            | 1.000         | 4°            | 6.922         | 5°                 | 18.840             | 4°                                       | 10.795                                   | 4°                     | 10.503                 | 4°            | 40.138        | 4° lugar            |
| Verivery      | 3°                          | 340                         | 6°            | 3.117         | 4°            | 7.609         | 5°                  | 10.726              | 2°            | 3.000         | 3°            | 7.803         | 4°                 | 21.529             | 5°                                       | 6.490                                    | 5°                     | 3.852                  | 5°            | 31.871        | 5° lugar            |
| TOO           | 7°                          | 135                         | 4°            | 5.033         | 6°            | 5.207         | 6°                  | 10.240              | 2°            | 3.000         | 6°            | 4.459         | 6°                 | 17.699             |                                          |                                          |                        |                        |               |               | 6° lugar            |
| Golden Child  | 4°                          | 320                         | 5°            | 4.033         | 7°            | 4.394         | 7°                  | 8.427               |               |               |               |               |                    |                    |                                          |                                          |                        |                        |               |               | 7° lugar            |

## Audiência
Nas pontuações abaixo, a pontuação mais alta será em vermelho e a pontuação mais baixa será em azul. Algumas das pontuações encontradas já foram arredondadas para 1 casa decimal, pois geralmente são pontuações mais baixas em termos de audiência do dia.
| Episódio | Data de transmissão | AGB Nielsen |
| -------- | ------------------- | ----------- |
| 1        | 30 de abril de 2020 | 0,5%        |
| 2        | 7 de maio de 2020   | 0,4%        |
| 3        | 14 de maio de 2020  | 0,4%        |
| 4        | 21 de maio de 2020  | 0,5%        |
| 5        | 28 de maio de 2020  | 0,3%        |
| 6        | 4 de junho de 2020  | 0,6%        |
| 7        | 11 de junho de 2020 | 0,3%        |
| 8        | 18 de junho de 2020 | 0,4%        |

## Sequências
Em 29 de outubro de 2020, a Mnet confirmou que a sequência do programa, Kingdom, começaria sua transmissão no primeiro semestre de 2021.